# 苏德瓦尔德
苏德瓦尔德是德国下萨克森州的一个市镇。总面积27.15平方公里，总人口1062人，其中男性527人，女性535人（2011年12月31日），人口密度39人/平方公里。